# پرستوماهی
پرستوماهی (نام علمی: Trachinotus) نام یک سرده از تیره گیش‌ماهیان است.